# Bajt Fadżdżar
Bajt Fadżdżar (arab.  بيت فجّار) – miasto w Autonomii Palestyńskiej (środkowy Zachodni Brzeg, muhafaza Betlejem). Według danych oficjalnych na rok 2007 liczyło 10 866 mieszkańców.